# Suardiaz
 (octobre 2016).
Suardiaz est une compagnie maritime de rouliers basée à Madrid et fondée en 1945.

## Histoire
Suardiaz, créé dès 1945, est une entreprise s'étant développée pas à pas pour arriver à un réseau global autour du transport maritime : transport maritime, logistique, stockage, chemins de fer, transferts et chargée de projets.
Le groupe Suardiaz a son siège central à Madrid et joue beaucoup sur sa polyvalence se voulant capable d'offrir un service intégral de logistique et transport de cargaison. Il est soutenu par BIMCO, le ministère espagnol de l'Industrie et un certain nombre de banques espagnoles. Le groupe est bien ancré dans la tradition du monde maritime espagnol, avec plus d'un siècle d'activité bien qu'officiellement ce ne soit qu'en 1944 que Vapores Suardiaz créa le groupe avec le soutien des frères Rafael et José Riva Suardiaz. Dès ses débuts, le groupe utilisa sa propre flotte qui a dû se renouveler et s'adapter avec le temps en accord avec les avancées technologiques et l'évolution des besoins des marchés.
Le groupe fut l'un des pionniers dans le domaine des rouliers en Espagne et reste aujourd'hui la première compagnie d'Espagne en ce qui concerne les Ro/Ro.[réf. nécessaire]
Spécialisés dans le transport de véhicules, remorques de camion, et cargaison sur roues en général entre ports européens, africains et asiatiques, ils travaillent beaucoup avec le secteur automobile (usine Citroën de Vigo, plus grande du groupe PSA, etc.) mais aussi dans le cadre d'aides humanitaires ou militaire pour le compte de l'OTAN et des Nations unies.

## Flotte[1]
| Navire             | Gross tonnage | Longueur hors-tout | Type             | Année de construction | Capacité        | Pavillon | Port d'attache     | Constructeur | Société de classification | Équipage   |
| ------------------ | ------------- | ------------------ | ---------------- | --------------------- | --------------- | -------- | ------------------ | ------------ | ------------------------- | ---------- |
| Galicia            | 16.361 GT     | 149,38 mts.        | Ro/Ro            | 2003                  | 1.409 véhicules | Espagne  | S. C. de Tenerife  | H.J Barreras | Lloyd's Register          | 16 membres |
| Suar Vigo          | 16.361 GT     | 149,38 mts.        | Ro/Ro            | 2003                  | 1.404 véhicules | Espagne  | S. C. de Tenerife  | H.J Barreras | Lloyd's Register          | 16 membres |
| Bouzas             | 15.224 GT     | 141,25 mts.        | Ro/Ro            | 2002                  | 1.164 véhicules | Espagne  | S. C. de Tenerife  | H.J Barreras | Lloyd's Register          | 16 membres |
| Tenerife car       | 13.112 GT     | 132,80 mts.        | Ro/Ro            | 2002                  | 1.354 véhicules | Espagne  | S. C. de Tenerife  | H.J Barreras | Lloyd's Register          | 15 membres |
| Gran Canaria car   | 9.600 GT      | 132,45 mts.        | Ro/Ro            | 2001                  | 1.146 véhicules | Espagne  | Las Palmas de G.C. | H.J Barreras | Lloyd's Register          | 13 membres |
| La Surprise        | 15.224 GT     | 141,25 mts.        | Ro/Ro            | 2000                  | 1.164 véhicules | Espagne  | S. C. de Tenerife  | H.J Barreras | Lloyd's Register          | 16 membres |
| L'Audace           | 15.224 GT     | 141,25 mts.        | Ro/Ro            | 1999                  | 1.164 véhicules | Espagne  | S. C. de Tenerife  | H.J Barreras | Bureau Veritas            | 16 membres |
| Ivan               | 8.191 GT      | 102,50 mts.        | Ro/Ro            | 1996                  | 853 véhicules   | Portugal | Funchal–Madeira    | Murueta      | Lloyd's Register          | 15 membres |
| Barnoil (Petrobay) | 1.704 GT      | 66 mts.            | Bunkering Tanker | 2004                  | 3,000 m3        | Espagne  | S. C. de Tenerife  |              | Lloyd's Register          |            |
| Greenoil           | 2.743 GT      | 77 mts.            | Bunkering Tanker | 2008                  | 4,500 m3        | Espagne  | S. C. de Tenerife  |              | Lloyd's Register          |            |
| Florencia          | 26.302 GT     | 186,36 mts.        | Ro/Pax           | 2004                  |                 | Italie   | Palerme            |              |                           |            |

Cependant, en tant qu'armateur, le Groupe Suardiaz affrète un total de 25 navires sur des lignes fixes.

## Lignes régulières[3]
| Lignes                           | Fréquence          | navires assignés |
| -------------------------------- | ------------------ | ---------------- |
| Europe du Nord - Afrique du nord | Hebdomadaire       | 3                |
| Espagne - Royaume-Uni            | Hebdomadaire       | 3                |
| Barcelone - Îles Canaries        | Hebdomadaire       | 1-2              |
| Sheerness - Emden                | 3 fois par semaine | 1                |
| Vigo - Montoir de Bretagne       |                    |                  |
| Barcelone - Mostaganem           | 4 fois par semaine | 2                |
| Italie - Algérie                 |                    |                  |

Le Groupe Suardiaz a annoncé un renforcement de sa ligne Vigo - Saint-Nazaire dès janvier 2015 passant ainsi à 3 liaisons par semaine. En effet ils étaient dans l'attente de futures subventions des États espagnols et français. Ceux-ci marquent un grand intérêt pour cette autoroute de la mer permettant de dégorger les routes reliant l'Espagne à la France. 
Suardiaz a décidé de s'allier au groupe Grimaldi (en) dans le cadre d'une ligne maritime entre Livourne (Toscane) et Barcelone. Cette nouvelle société nommée Grimaldi-Suardiaz  tente entre autres d'augmenter les liaisons commerciales entre la Catalogne et l'Italie depuis 2009. Comme la liaison Saint-Nazaire - Vigo, ces lignes s'intègrent dans la volonté de l'Europe de créer des autoroutes de la mer afin de décharger les autoroutes et en particulier le trafic venant des pays de l'Est en direction de la péninsule Ibérique.